# Pixel Watch 2
O Pixel Watch 2 é um smartwatch Wear OS projetado, desenvolvido e comercializado pelo Google como parte da linha de produtos Google Pixel. Ele serve como sucessor do Pixel Watch de primeira geração.
O Pixel Watch 2 foi anunciado oficialmente em 4 de outubro de 2023, no evento anual Made by Google, e foi lançado nos Estados Unidos em 12 de outubro.

## História
Em maio de 2023, 9to5Google informou que o Google pretendia lançar um sucessor para o Pixel Watch, um smartwatch com Wear OS que a empresa havia lançado no ano anterior, no final daquele ano, junto com o Pixel 8 e o Pixel 8 Pro. Dois codinomes para o smartwatch, que se acredita serem uma referência aos modelos Wi-Fi e celular, foram posteriormente descobertos como "Eos" e "Aurora". Três modelos foram aprovados pela Comissão Federal de Comunicações (FCC) em agosto, enquanto o modelo Eos foi listado no catálogo de dispositivos do Google Play Console para desenvolvedores. Depois de visualizar o relógio em setembro, O Google anunciou oficialmente o Pixel Watch 2 em 4 de outubro, junto com o Pixel 8 e os Pixel Buds de terceira geração, no evento anual Made by Google. As pré-encomendas ficaram disponíveis no mesmo dia, com o relógio programado para ser lançado em 12 de outubro em 30 países.

## Especificações

### Design
Visualmente, o Pixel Watch 2 é quase idêntico ao seu antecessor, salvo uma “coroa háptica ligeiramente redesenhada”. Seis novas famílias de mostradores de relógio foram disponibilizadas no lançamento.

### Hardware
O Pixel Watch 2 é feito de alumínio reciclado, diferente da moldura de aço inoxidável do Pixel Watch original. O Google afirmou que a mudança foi feita para deixar o relógio mais leve e confortável para os usuários.  Ele é equipado com o sistema em chip (SoC) Snapdragon SW5100 da Qualcomm, diferente do chip Samsung Exynos de seu antecessor. O novo conjunto de sensores circulares do relógio consiste em vários novos sensores. Um sensor de frequência cardíaca multipercurso apresenta leituras mais precisas; um sensor de temperatura da pele monitora o sono, mas não a menstruação; enquanto um sensor de atividade eletrodérmica detecta gotas de suor para avaliar o humor do usuário. O Pixel Watch 2 não é compatível com o carregador magnético proprietário da primeira geração, exigindo um mais novo e mais rápido.

### Software
O Pixel Watch 2 será fornecido com Wear OS 4.0. Assim como seu antecessor, o relógio apresenta forte integração com o Fitbit, dada a aquisição da empresa pelo Google em 2021. Novos recursos de segurança pessoal incluem compartilhamento de localização de emergência, verificação de segurança e sinal de segurança.